# Луківська сільська рада (Бойківський район)
| Луківська сільська рада — орган місцевого самоврядування у Бойківському районі Донецької області з адміністративним центром у c. Лукове. Сільській раді підпорядковані населені пункти: - c. Лукове - с. Григорівка - с. Запорожець - с. Каплани - с. Миколаївка - с. Петрівське - с. Тавричеське - с. Шевченко |

## Склад ради
Рада складалася з 16 депутатів та голови.

## Керівний склад сільської ради
| ПІБ                         | Основні відомості                                                         | Дата обрання | Дата звільнення |
| --------------------------- | ------------------------------------------------------------------------- | ------------ | --------------- |
| Переварюха Любов Степанівна | Сільський голова, 1964 року народження, освіта, позапартійна              | 26.03.2006   | 31.10.2010      |
| Переварюха Любов Степанівна | Сільський голова, 1964 року народження, освіта вища, член Партії регіонів | 31.10.2010   |                 |

Примітка: таблиця складена за даними джерела